# Vazīrābād
Vazīrābād (persiska: وزير آباد) är en ort i Iran. Den ligger i provinsen Lorestan, i den nordvästra delen av landet, 300 km sydväst om huvudstaden Teheran. Vazīrābād ligger 1 501 meter över havet och antalet invånare är 215.
Terrängen runt Vazīrābād är varierad. Runt Vazīrābād är det tätbefolkat, med 257 invånare per kvadratkilometer. Närmaste större samhälle är Borujerd, 6,9 km norr om Vazīrābād. Trakten runt Vazīrābād består till största delen av jordbruksmark.